# Jim Doherty
Jim Doherty (Kilmarnock, Escocia, 13 de septiembre de 1958-5 de agosto de 2024) fue un futbolista escocés que jugó en la posición de centrocampista.

## Equipos
| Periodo   | Club                  | Apariciones | Goles |
| --------- | --------------------- | ----------- | ----- |
| 1976-1981 | Kilmarnock FC         | 59          | 9     |
| 1981-1987 | Clyde FC              | 177         | 19    |
| 1987-1989 | Queen of the South FC | 52          | 12    |
| 1989-1990 | Stranraer FC          | 8           | 2     |

## Logros
- Tennent Caledonian Cup (1): 1979/80
- Ayrshire Cup (2): 1979, 1981